# Medicamina faciei femineae
Il Medicamina faciei femineae (o De medicamine formae foeminae) è un poemetto di Ovidio sui cosmetici delle donne.
La breve opera, poco più che un'elegia (si compone di cento versi), dà alle donne della nobiltà romana galanti precetti sull'uso di cosmetici, con uno stile adatto ad un ambiente salottiero. Il poemetto doveva avere forse più ampio respiro ed è indicativo del desiderio, da parte del poeta, di aderire al gusto del tempo per la poesia didascalica.
Il Medicamina faciei è lontano dalla poesia soggettiva ed è influenzato da modelli alessandrini; l'opera, dedicata alla precettistica erotica, precede l'Ars amatoria, in cui Ovidio tratta a fondo il tema dell'amore.
| Controllo di autorità | VIAF (EN) 213214766 · BAV 492/47329 · LCCN (EN) n89627687 · GND (DE) 4228247-0 · BNF (FR) cb12213132m (data) · J9U (EN, HE) 987007326560205171 |